# Северо-русская низменность

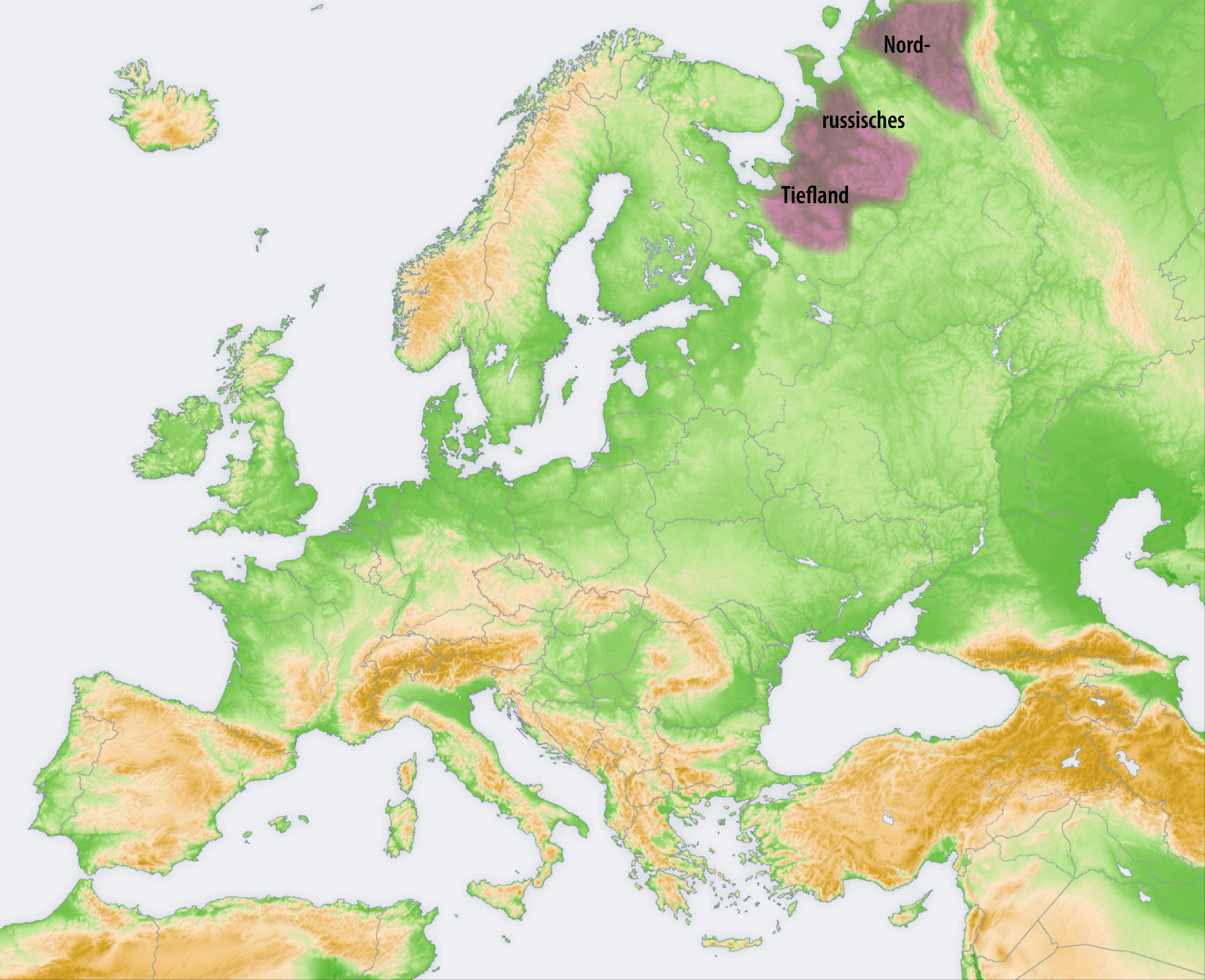
Карта Северо-русской покатости. Тиманский кряж разделяет её на два сектора

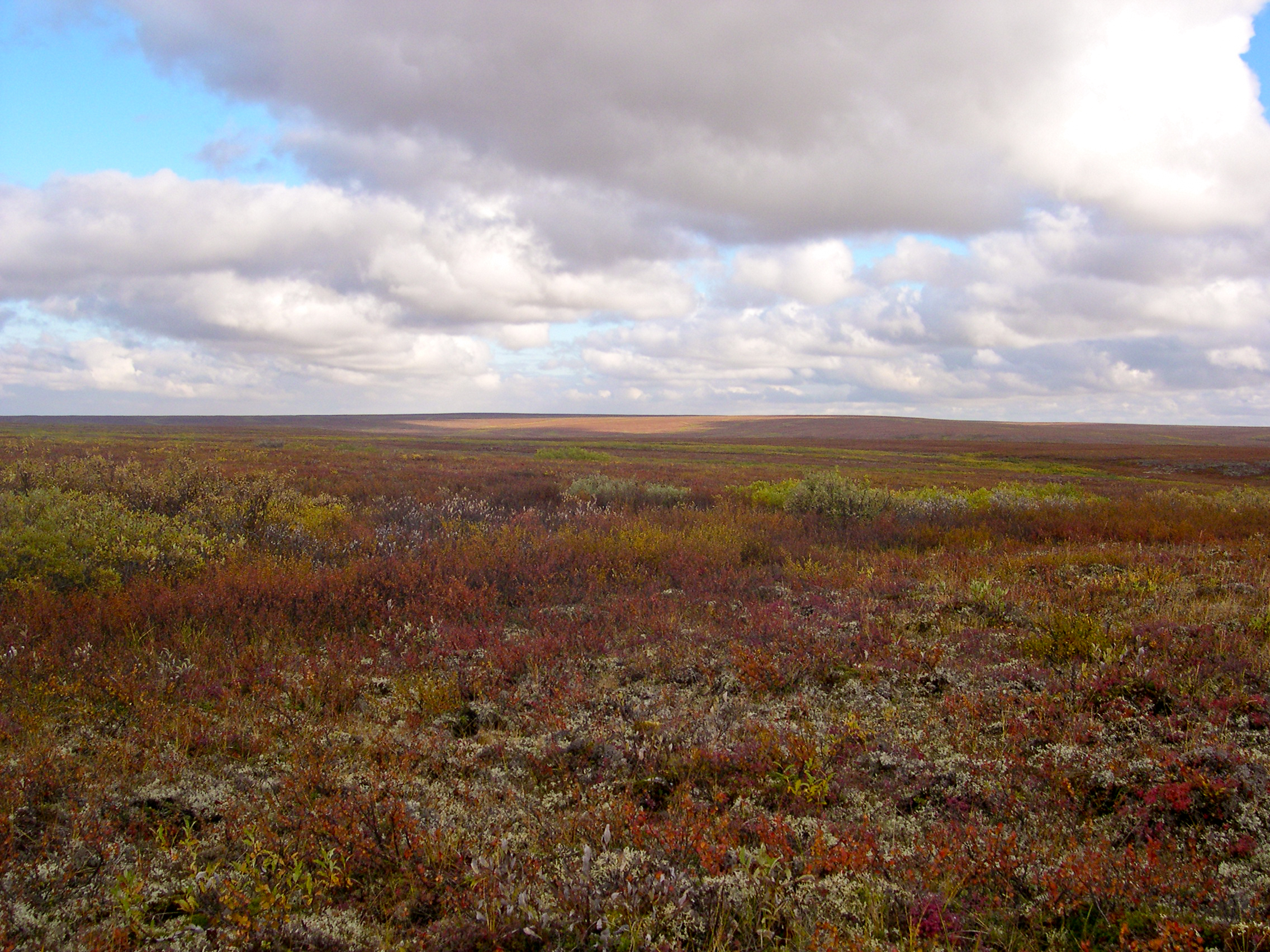
Большеземельская тундра в районе Воркуты осенью

Северо-русская низменность (также Север Русской равнины или Северо-русская покатость) — равнинные территории, занимающие географический север и северо-восток Русской равнины. Тиманский кряж, представляющий собой ряд невысоких (350—400 м), сглаженных и сильно разрушенных горных хребтов разделяет Северо-русскую низменность на два сектора — Печорская низменность на востоке и Северо-Двинская низменность на западе, которые приблизительно соответствуют бассейнам двух крупнейших рек региона, которыми являются Печора и Северная Двина. С севера низменность омывают Белое море и Баренцево море. Береговая линия изрезана, местами заболочена. Выделяются полуостров Канин, низменный остров Колгуев и др. Особо следует отметить такие биомы, как дельта Северной Двины и дельта Печоры. На востоке низменность ограничивают Пай-Хой и Северный Урал.

## Почвы
Преобладает северный и северо-западный наклон земной поверхности, благодаря чему Север Русской равнины получил название Северная покатость. влияет на местную гидрографию. Этим же объясняется слабый прогрев почв летом.
На юге региона преобладает тайга, на севере растительность беднее. Здесь раскинулись Малоземельская тундра и Большеземельская тундра.